# Aleksander Kazimierz Bereśniewicz
Aleksander Kazimierz Bereśniewicz in lituano Aleksandras Kazimieras Beresnevičius (Švelniai, 4 giugno 1823 – Włocławek, 4 giugno 1902) è stato un vescovo cattolico polacco.

## Biografia
Eletto vescovo di Massimianopoli in partibus e ausiliare di Samogizia nel 1858, fu vescovo residenziale di Samogizia dal 1875 al 1883, quando fu trasferito alla sede di Cuiavia-Kalisz. Lasciò la guida della diocesi nel 1901.

## Genealogia episcopale e successione apostolica
La genealogia episcopale è:
- Cardinale Scipione Rebiba
- Cardinale Giulio Antonio Santori
- Cardinale Girolamo Bernerio, O.P.
- Vescovo Claudio Rangoni
- Arcivescovo Wawrzyniec Gembicki
- Arcivescovo Jan Wężyk
- Vescovo Piotr Gembicki
- Vescovo Jan Gembicki
- Vescovo Bonawentura Madaliński
- Vescovo Jan Małachowski
- Arcivescovo Stanisław Szembek
- Vescovo Felicjan Konstanty Szaniawski
- Vescovo Andrzej Stanisław Załuski
- Arcivescovo Adam Ignacy Komorowski
- Arcivescovo Władysław Aleksander Łubieński
- Vescovo Andrzej Stanisław Młodziejowski
- Arcivescovo Kasper Kazimierz Cieciszowski
- Vescovo Franciszek Borgiasz Mackiewicz
- Vescovo Michał Piwnicki
- Arcivescovo Ignacy Ludwik Pawłowski
- Arcivescovo Kazimierz Roch Dmochowski
- Arcivescovo Wacław Żyliński
- Vescovo Aleksander Kazimierz Bereśniewicz

La successione apostolica è:
- Arcivescovo Szymon Marcin Kozłowski (1883)
- Vescovo Antoni Franciszek Audziewicz (1890)
- Vescovo Michał Nowodworski (1890)
- Vescovo Franciszek Jaczewski (1890)
- Vescovo Ludwik Feliks Zdanowicz (1890)
- Arcivescovo Franciszek Albin Symon (1892)